# Pristimantis ventriguttatus
Pristimantis ventriguttatus är en groddjursart som beskrevs av Lehr och Köhler 2007. Pristimantis ventriguttatus ingår i släktet Pristimantis och familjen Strabomantidae. IUCN kategoriserar arten globalt som sårbar. Inga underarter finns listade i Catalogue of Life.